# Einheitsverband der Metallarbeiter Berlins
Der Einheitsverband der Metallarbeiter Berlins (EVMB) war eine im November 1930 gegründete kommunistische Industriegewerkschaft, die in der Endphase der Weimarer Republik auf regionaler Ebene aktiv war. Der EVMB war die erste Einzelgewerkschaft der Revolutionären Gewerkschafts-Opposition (RGO). Zugleich gilt der „rote Verband“ EVMB als eine der bedeutendsten gewerkschaftlichen Widerstandsgruppierungen in der Frühphase des NS-Regimes. Der kommunistische Verband stand in Feindschaft zur Sozialdemokratie und zum Nationalsozialismus, grenzte sich aber ebenfalls vom parteipolitischen Widerstand der KPD gegen das NS-Regime ab.

## Entstehung
Der Einheitsverband der Metallarbeiter Berlins wurde am Abend des 4. November 1930 bei einer Konferenz von circa 1400 KPD-nahen Metallarbeitern als erster „roter Verband“ der Revolutionären Gewerkschafts-Opposition (RGO) in Berlin-Wedding gegründet.
Ein Grund für die Gründung des Verbandes ist einerseits in der veränderten KPD-Gewerkschaftspolitik zu finden. Die KPD ging bereits ab 1927/28 im Rahmen der beginnenden RGO-Strategie auf Distanz zu den sozialdemokratisch dominierten Gewerkschaften des Allgemeinen Deutschen Gewerkschaftsbundes (ADGB). Zudem geht die Gründung des EVMB auf den Berliner Metallarbeiterstreik im Oktober 1930 zurück, bei dem es im Zusammenhang mit den Auswirkungen der Weltwirtschaftskrise und der beginnenden Notverordnungspolitik unter Heinrich Brüning eine große Unzufriedenheit mit der Streikführung der Berliner Ortsverwaltung des Deutschen Metallarbeiter-Verbandes (DMV) gab. Trotz des Streiks, an dem sich bis zu 130.000 Metallarbeiter beteiligt haben sollen, konnte ein erheblicher Lohnabbau nicht abgewehrt werden. Die Gründung des EVMB resultierte nicht nur aus taktischen Entscheidungen der KPD und der Komintern in Moskau, sondern stützte sich ebenso auf den traditionellen lokalen Arbeiterradikalismus in Berlin. Dieser war besonders in den freigewerkschaftlichen Berliner DMV-Branchen der Dreher und Former zu beobachten, in denen Metallarbeiter die Spaltung des DMV forcierten und die Gründung des EVMB vorbereiteten. Als RGO-Verband kam dem EVMB die Rolle zu, Streiks zur Abwehr von Lohnkürzungen oder für bessere Arbeitsbedingungen unter den Bedingungen der Krise, aber vor allem für revolutionäre politische Forderungen – gegen den Willen der SPD-nahen Führungen der ADGB-Gewerkschaften – zu organisieren.

## Entwicklung und Ausrichtung
Als radikal linker Verband stand der EVMB in Konkurrenz zum freigewerkschaftlichen DMV. Der kommunistische EVMB versuchte, die Mitglieder des sozialdemokratisch dominierten Berliner DMV für politische Streiks zu gewinnen. Letztlich ging es dem Verband um die revolutionäre Überwindung der Weimarer Republik. Der EVMB forderte die Anhänger des DMV zum Übertritt in den „roten Verband“ auf. Daraus entstand eine erbitterte Feindschaft zwischen beiden Organisationen. Dabei zutage tretende Konflikte waren auch ein Ergebnis jahrelanger spezifischer Konflikte zwischen Sozialdemokraten und Kommunisten innerhalb des Berliner DMV. Dem EVMB gelang es jedoch zwischen Ende 1930 und Anfang 1933 nur in begrenztem Umfang, DMV-Mitglieder abzuwerben. Dennoch wurde der Berliner DMV in einigen Branchen, insbesondere die der Dreher, der Former und der Rohrleger, erheblich geschwächt.
Die vom EVMB initiierten Streiks zur Abwehr von Lohnkürzungen oder Verschlechterungen der Arbeitsbedingungen waren selten erfolgreich, wenngleich der Verband wegen einer gewissen Verankerung in kleineren Betrieben im Vergleich zu anderen Organisierungsbereichen der RGO eine der erfolgreicheren kommunistischen Gewerkschaften war. Obwohl der EVMB-Vorstand aus propagandistischen Gründen von wesentlich mehr Mitgliedern sprach (bis zu 20.000), arbeiteten die meisten der maximal 13.000 EVMB-Mitglieder in kleineren Betrieben oder in einzelnen Abteilungen von Großbetrieben wie den Siemens- oder AEG-Werken. Dort, wo der Verband erstaunlich stark war, sollen vorrangig qualifizierte Facharbeiter oder angelernte Frauen beschäftigt gewesen sein. Der Frauenanteil war in dieser Metallgewerkschaft außergewöhnlich hoch (zeitweise über 40 Prozent), worin eine Besonderheit des EVMB gegenüber anderen historischen Metallgewerkschaften besteht.
Bei den Betriebsrätewahlen 1931 errang der RGO-Verband in einigen Betrieben der Berliner Metallindustrie, in denen erkennbar viele qualifizierte Facharbeiter (vor allem Dreher und Former oder besonders viele Frauen) beschäftigt waren, Achtungserfolge. Unter den Berliner Drehern und Formern hatte der Verband eine erhebliche Anhängerschaft. Dreher und Former gaben auch im EVMB den Ton an und attackierten den sozialdemokratisch dominierten DMV. In manchen kleineren Betrieben drängte der EVMB den DMV in eine Außenseiterposition, weshalb sich das Verhältnis zwischen den verfeindeten Organisationen 1931/32 zusätzlich verschärfte. Nicht wenige Mitglieder des EVMB verloren wegen ihrer radikalen Positionierung im betrieblichen Alltag und aufgrund ihrer Beteiligung an Streiks ihren Arbeitsplatz. Auch wegen der schwierigen Arbeitsmarktsituation während der Weltwirtschaftskrise stieg die Erwerbslosenquote unter den Mitgliedern des EVMB von ca. 30 (1930) auf über 60 Prozent (1932).
Der EVMB sah auch Arbeitslose als Zielgruppe seiner revolutionären Gewerkschaftspolitik an und versuchte, diese mit Hilfe von speziellen Sektionen in die Aktivitäten der Organisation und die von ihr geführten Arbeitskämpfe einzubeziehen. Entsprechend der selbstgesteckten hohen Zielsetzungen war der EVMB dabei nur zum Teil erfolgreich. Durch die steigende Erwerbslosenquote in der Mitgliedschaft sanken die ohnehin vergleichsweise geringen Einnahmen des EVMB. Der Verband verfügte nur über wenig finanzielle Mittel, um Unterstützungsgelder bei Streiks zu zahlen. Dies förderte eine hohe Fluktuation unter den Mitgliedern.

## Der EVMB im Widerstand gegen den Nationalsozialismus
Die lokale Verankerung innerhalb des radikalen Milieus der Berliner Arbeiterschaft half dem EVMB, nach dem Beginn der nationalsozialistischen Herrschaft einen Teil der Organisation in die Illegalität zu überführen. Der Verband ging nach dem Reichstagsbrand (Ende Februar 1933) in den Untergrund und baute eine mehrere Hundert Mitglieder umfassende Widerstandsgruppe auf. Diese betrieb zeitweise eine von der KPD-Führung unabhängige Gewerkschaftspolitik. Die Gruppe grenzte sich von ehemaligen DMV-Mitgliedern sowie Anhängern anderer freier Gewerkschaften ab. Die Gestapo sprach sogar davon, dass sich Ende 1933 um die 1000 Mitglieder in illegalen Strukturen des EVMB betätigten. Die Sicherheitsbehörden erkannten in den Aktivitäten der Gruppen des Verbandes eine erhebliche Gefahr für den Aufbau des NS-Staates. Nach Angaben in neueren Forschungsarbeiten, für die unterschiedlichste Quellen ausgewertet wurden, muss der illegale Verband als eine der bedeutendsten gewerkschaftlichen Widerstandsgruppen in der Frühphase des NS-Regimes angesehen werden. Der illegale EVMB stellt zugleich eine Besonderheit kommunistischer Gewerkschaftspolitik während des NS-Regimes dar, da sich der Verband in spezifischer Weise gegen Versuche der KPD wehrte, ihn parteipolitisch zu dominieren.
In der Illegalität konzentrierte sich der EVMB auf die Propagandaarbeit für den „revolutionären Sturz“ des NS-Regimes und die Verteilung von mit Wachsmatrizen gefertigten Zeitschriften, auf die Kassierung von Mitgliedsbeiträgen sowie die Sammlung von Informationen über die Verhältnisse in den Betrieben und Stempelstellen. Vom EVMB, der Ende 1933 in allen Berliner Stadtteilen und im Umland aktiv war, wurden – wie auch schon vor 1933 – Versuche unternommen, Streiks zu initiieren. Diese sollten dazu dienen, den NS-Staat zu destabilisieren oder Lohnkürzungen abzuwehren. In manchen Fällen gelang es, auf betrieblicher Ebene eine Verschlechterung der Arbeitsbedingungen zu verhindern. Die Beteiligung an solchen Aktionen beinhaltete jedoch ein großes Risiko. Zahlreiche Mitglieder und Sympathisanten des EVMB wurden 1933/34 von der Gestapo festgenommen und zu jahrelangen Haftstrafen verurteilt.

## Auseinandersetzungen mit der KPD und Auflösung
Ab Mitte 1934 geriet der illegale EVMB wegen seiner „sektiererischen Gewerkschaftspolitik“ und der konsequenten Abgrenzung von Sozialdemokraten in immer deutlicheren Konflikt mit der Führung der KPD. Die Partei verfolgte inzwischen eine andere Gewerkschaftspolitik als der EVMB. Die KPD gab die RGO-Politik nun schrittweise auf und wollte die illegalen EVMB-Gruppen nach und nach auflösen. Der EVMB hielt jedoch an der alten Linie fest, die sich gegen Nationalsozialisten und Sozialdemokraten gleichermaßen richtete. Zudem stellte sich der illegale EVMB klar gegen eine parteipolitische Beeinflussung seiner Politik. Bereits vor 1933 hatte es erhebliche Meinungsverschiedenheiten um gewerkschaftliche und politische Fragen mit der ursprünglich nahe stehenden Partei gegeben. Ende 1934 verweigerte der EVMB sogar jede Zusammenarbeit mit Teilen der KPD. Deren Führung bezeichnete die Mitglieder des Verbandes als „Parteischädlinge“, die es zu beseitigen gelte.
Ab 1935 war der EVMB kaum noch in der Lage, weiterhin seinen eigenständigen Kurs, der sich nun auch immer mehr gegen die aus der Illegalität agierende KPD-Führung richtete, zu verfolgen. Die kleiner werdenden Gruppen des Verbandes lösten sich 1935/36 auf oder wurden von den NS-Verfolgern zerschlagen.
Der illegale EVMB bildete einen wichtigen Ausgangspunkt für den Widerstand anderer kommunistischer Gruppen in Berliner Metallbetrieben, die zu einem späteren Zeitpunkt entstanden. Trotz seiner Bedeutung für den Widerstand gegen das NS-Regime spielte der EVMB wegen seiner „linkssektiererischen“ Positionen selbst in der vorrangig auf die KPD fixierten Widerstandsgeschichtsschreibung der DDR so gut wie keine Rolle. Auch in der Bundesrepublik blieb der EVMB lange Zeit unbekannt.

## Funktionäre
Die Vorsitzenden des EVMB
- Paul Peschke (Vorsitzender November 1930 bis Januar 1933)
- Erich Gentsch (Vorsitzender Januar 1933)
- Fritz Rettmann (Vorsitzender Februar 1933 bis in die erste Phase der Illegalität Frühjahr 1933)
- Rudolf Lentzsch (Vorsitzender des illegalen EVMB Mitte bis Ende 1933)
- Ewald Degen (Vorsitzender des illegalen EVMB Anfang bis Mitte 1934 mit Max Gohl)
- Max Gohl (Vorsitzender des illegalen EVMB Anfang bis Mitte 1934 mit Ewald Degen)
- Ernst Albert Altenkirch (Vorsitzender des illegalen EVMB Mitte bis Ende 1934)

Leitende Instrukteure des illegalen EVMB
- Wilhelm Bielefeld (Vorstandsmitglied vor Beginn des NS-Regimes und leitender Instrukteur des EVMB in der Illegalität 1933)
- August Bolte (Vorstandsmitglied vor Beginn des NS-Regimes und leitender Instrukteur des EVMB in der Illegalität 1933)
- Walter Kautz (Bezirksleiter vor Beginn des NS-Regimes und leitender Instrukteur des EVMB in der Illegalität 1933)
- Oskar Walz (Bezirksleiter vor Beginn des NS-Regimes und leitender Instrukteur des EVMB in der Illegalität 1933)

Andere Funktionäre des EVMB (Auswahl)
- Otto Bergmann (Funktionär des illegalen EVMB)
- Adolf Buchholz (Jugendfunktionär)
- Walter Dittmar (Funktionär des illegalen EVMB)
- Minna Dölz (Kurierin des illegalen EVMB 1933)
- Josef Forster (Vorstandsmitglied 1930 bis 1933)
- Hans Fruck (Jugendfunktionär 1932/33)
- Paul Grasse (Vorstandsmitglied 1932/33)
- Heinz Gützlaff (Bezirksleiter des illegalen EVMB in Schöneberg-Steglitz-Lichterfelde-Friedenau-Schmargendorf-Wilmersdorf 1933)
- Wilhelm Haase (Bezirksleiter des illegalen EVMB in Berlin-Weißensee 1933)
- Wilhelm Hein (Vorstandsmitglied 1930 bis 1932)
- Karl Jarick (Vorstandsmitglied 1930/31)
- Paul Kohlmann (Vorstandsmitglied 1930/31)
- Else Meier (Vorstandsmitglied 1930/31)
- Ludwig Marmulla (Bezirksleiter des illegalen EVMB in Berlin-Spandau und Siemensstadt 1933)
- Helmut Podgorsky (Verbindungsmann des illegalen EVMB in Berlin-Weißensee 1933)
- Albert Schamedatus (Verbindungsmann und Kassierer des illegalen EVMB 1933)
- Ella Trebe (Vorstandsmitglied 1930/31)
- Paul Walter (Vorstandsmitglied 1930 bis 1932)